# Anyplace Is Paradise
Anyplace Is Paradise ("Cualquier lugar es el paraíso) es un tema compuesto por Joe Thomas que se popularizó a partir de la versión que realizó Elvis Presley en 1955 incluidas en el EP Elvis vol. 2 y en su segundo álbum titulado Elvis editado por la compañía RCA el 19 de Octubre de ese mismo año.  Si bien la canción no fue lanzada al mercado como sencillo, esta formó parte del  EP y álbum mencionados que resultaron ser exitosos y que alcanzaron a ser certificados como oro y platino respectivamente por la RIAA. 

## Grabación
Anyplace is Paradise al igual que todas las demás grabaciones que Elvis realizó para su segundo álbum, pueden ser consideradas como un trabajo enteramente perteneciente ya a su nueva compañía RCA, debido a que el su álbum anterior, la RCA había incluido temas que provenían de los días de Elvis en la Sun Records de Memphis. Elvis grabó la canción el día 2 de septiembre de 1956 en los estudios Radio Recorders de Hollywood, California.  

### Músicos
- Elvis Presley - voz, guitarra acústica rítmica y piano
- Scotty Moore - guitarra eléctrica
- Bill Black - contrabajo
- Gordon Stoker - piano
- D. J. Fontana - batería
- The Jordanaires - coros

## Letra
La letra plantea el alto nivel de idealización que siente el protagonista por su novia, al punto de que todo lo que ella hace y cada momento que con ella vive, lo remontan a un plano idílico al que él considera el paraíso mismo. Old Shep )
Whether I'm riding down a highway
Or walking down a street
It makes no difference, baby doll
Wherever we chance to meet
Each time I hold your little hand
It makes me feel so very nice
Anyplace is paradise

When I'm with you

## Ediciones
- Elvis vol. 2 (EP) 1956
- Elvis (álbum) 1956
- Old Shep (EP) 1957 [3]
- Artist Of The Century (álbum) 1999 [4]
- Elvis 56 (álbum) 2003 [5]